# ディックス

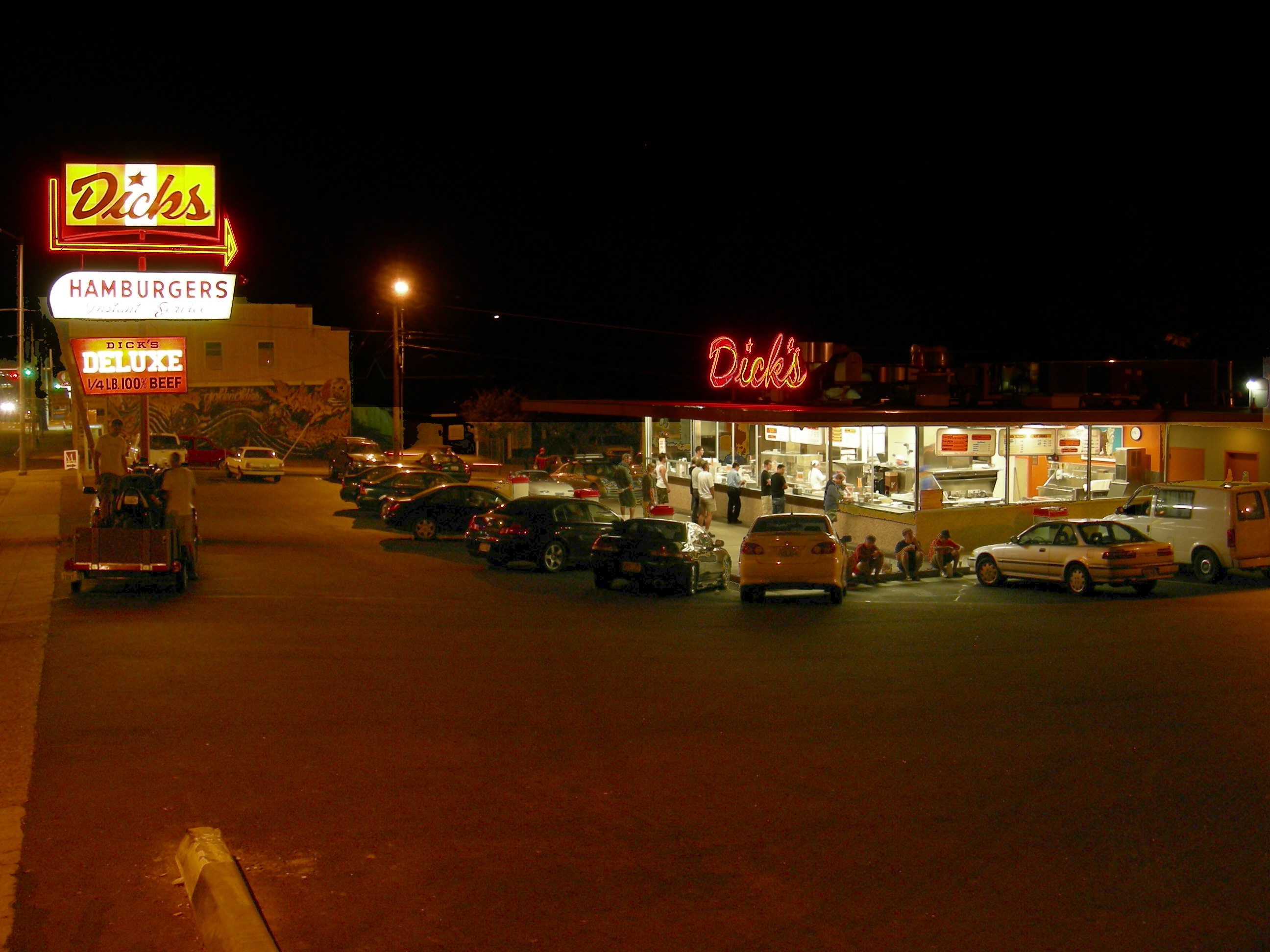
ウォリンフォード店

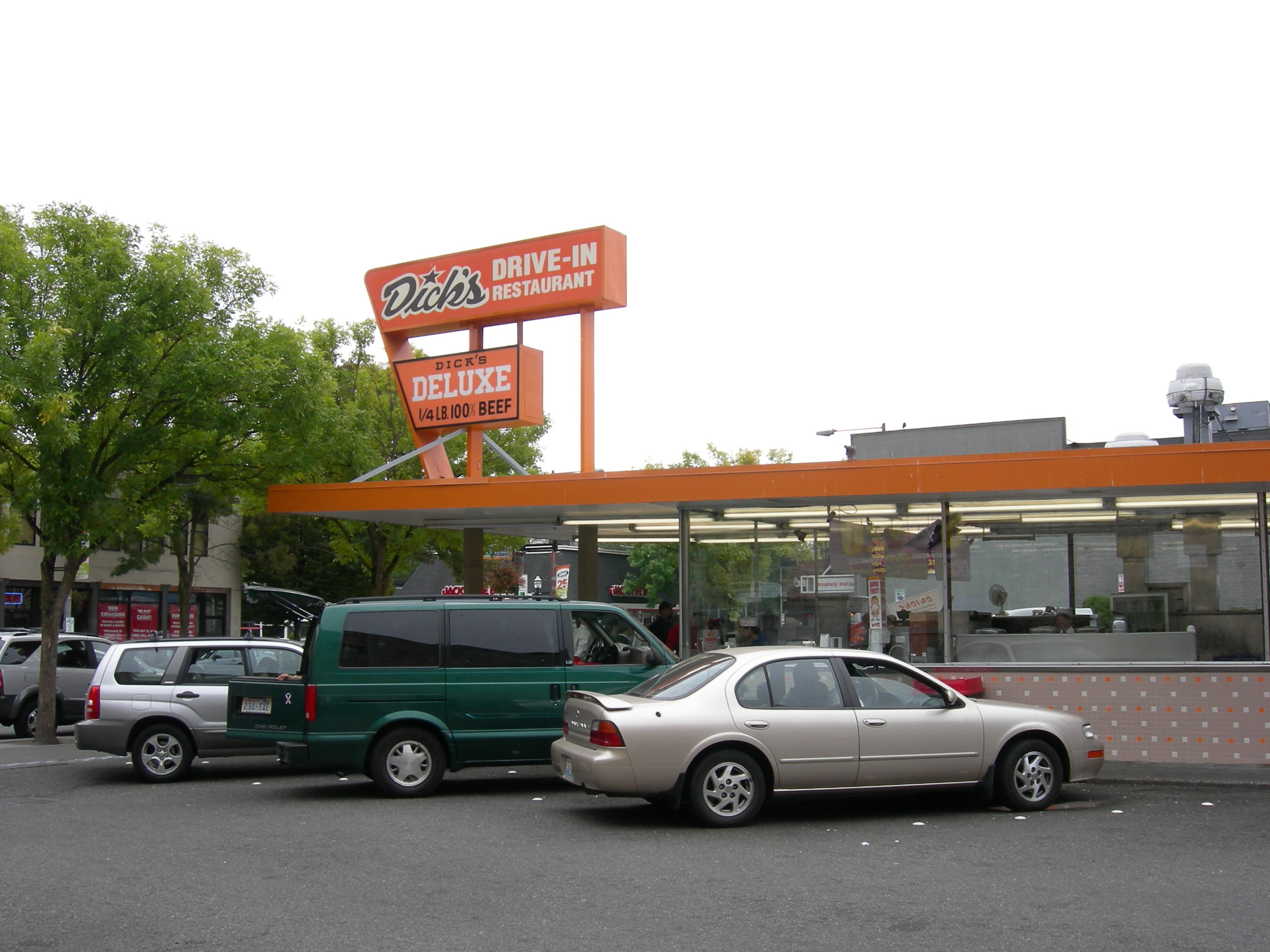
キャピトルヒル店

ディックス・ドライブイン・レストラン（Dick's Drive-In Restaurant）はアメリカ合衆国ワシントン州シアトル市周辺に展開するファーストフードチェーン店。通称ディックスという愛称で親しまれている。

## 概要
1954年にディック・スペイディー、H・ウォーレン・ゴームリー、B・O・A・トーマスの3人によって設立された。一号店はシアトル市のウォリンフォードに開店し、今ではシアトル周辺に5店舗がある。ローワー・クイーン・アン店以外は全てドライブインスタイルである。なお同州スポケーン市にも同名の店があるが、これは違う系列の店である。
ディックスはシアトル付近のホームレスの環境向上にも力を入れており、学生の従業員には奨学金を出すプログラムもある。営業時間が深夜2時までということもあり、平日、週末に関わらず深夜に長蛇の列ができるのも珍しくない。

## メニュー
ディックスではコンボ（セットメニュー）での販売を行っておらず、基本的には単品での注文のみが可能である。
1954年当時からメニューはほとんど変わっておらず、現在でも昔ながらの製法で作られている。
- ハンバーガー
- チーズバーガー
- スペシャル
- デラックスバーガー
- ミルクシェイク（バニラ、チョコレート、ストロベリー）
- フレンチ・フライ
- フロート（ルートビアのバニラアイスフロート）

## 店舗
- ウォリンフォード（Wallingford）（1954年1月28日開店）
- キャピトル・ヒル（英語版）（Capitol Hill）（1955年開店）
- クラウン・ヒル（英語版）（Crown Hill）（1957年開店）
- レークシティー（英語版）（Lake City）（1963年開店）
- ローワー・クイーン・アン（Lower Queen Anne）（1974年開店）
- エドモンズ（Edmonds）（2011年開店）
- ケント（Kent）（2018年開店）